# هاندلي بيج هيرميس
هاندلي بيج هيرميس (بالإنجليزية: Handley Page Hermes)‏ هي طائرة خطوط جوية مدنية، ذات أربعة محركات مروحية مكبسية، أنتجت في 1945 ببريطانيا. من صناعة هاندلي بيج. كانت تستخدم بشكل أساسي من قبل شركة الخطوط الجوية البريطانية لما وراء البحار. كان أول طيران لها في 2 ديسمبر 1945. دخلت الخدمة في 6 أغسطس 1950، صنع منها 29 طائرة.

## المستخدمون
جزر البهاما
- طيران باهاما

 الكويت
- الخطوط الجوية الكويتية

 لبنان
- طيران الشرق الأوسط

 المملكة المتحدة
- شركة الخطوط الجوية البريطانية لما وراء البحار